# Stwórca
Stwórca, Stworzyciel, Bóg Stwórca – istota (często Bóg), która zgodnie z wierzeniami powszechnymi w wielu religiach i mitologiach miała powołać świat i ludzi do istnienia.

## Religiemonoteistyczne

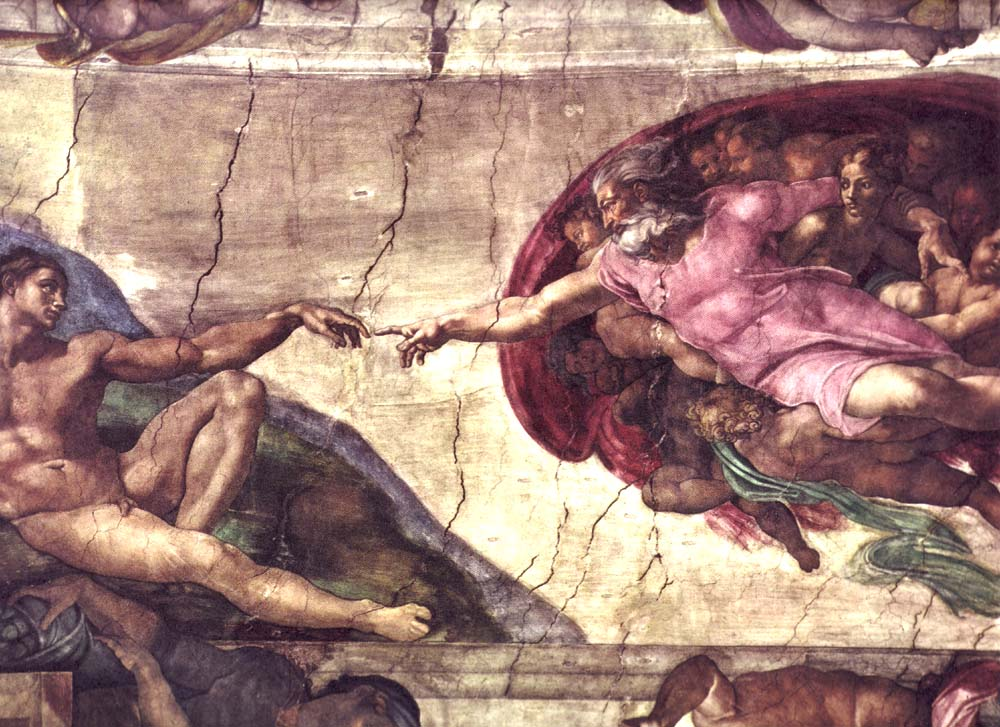
Stworzenie Adama Michał Anioł

W judaizmie, chrześcijaństwie i islamie cały świat został powołany do istnienia przez jedną boską istotę: w judaizmie i chrześcijaństwie przez Jahwe (zob. Bóg w judaizmie, Bóg w chrześcijaństwie), a w islamie przez Allaha (Allah znaczy Bóg, Bóg Jedyny, Bóg Najwyższy – nie jest imieniem własnym). Wielu wyznawców religii monoteistycznych, opierając się na Świętych Pismach: Biblia, Koran uznaje, że cały proces powstania świata i ludzi jest dziełem Boga-Stwórcy. Pierwszymi ludźmi stworzonymi przez Boga mieli być Adam i Ewa. Ich zaistnienie według wyznawców ww. religii nie miało żadnego związku z samoistnymi procesami fizycznymi, czy biologicznymi (jak np. uważa ewolucjonizm), lecz z działaniem Boga. Pogląd ten nazywany jest kreacjonizmem.

### Kościół katolicki
Kościół katolicki, jak również część kościołów protestanckich, uznaje taki opis stworzenia świata za pewnego rodzaju alegorię. Wyznawcy tych kościołów mogą uznawać kreacjonizm, jak i bez naruszania zasad wiary podzielać poglądy wyrażane przez naukę, dotyczące początków wszystkiego. Uznawanie, że człowiek i małpa pochodzą od wspólnego przodka, a Wszechświat zaczął się od Wielkiego Wybuchu, nie jest sprzeczny z nauką Kościoła katolickiego, jak i wielu innych. Ostatecznie w 1996 r. ówczesna głowa Kościoła Katolickiego, Jan Paweł II – przy poparciu katolickich teologów – oficjalnie uznał ewolucyjną teorię powstania człowieka jako nie stojąca w sprzeczności z chrześcijańską koncepcją stworzenia, tak jak i wiele innych.

### Inne wyznania
Świadkowie Jehowy, analizując biblijne słowo „dzień” są przekonani, że „sześć dni stwarzania” to okresy czasu dłuższe, a nie dosłowne, literalne 12- czy 24-godzinne „dni” – każdy mógł trwać tysiące lat. Nie podzielają poglądów kreacjonistów. Uważają, że Bóg stworzył wszystkie podstawowe rodzaje roślin i zwierząt oraz doskonałą pierwszą parę ludzką. Twierdzą, że „w obrębie poszczególnych rodzajów roślin i zwierząt stworzonych przez Boga zachodziły zmiany. W rezultacie powstały znane dzisiaj gatunki, które w wielu wypadkach znacząco się od siebie różnią”.
Wiele amerykańskich konserwatywnych kościołów protestanckich uznaje dosłowność przekazu biblijnego.
W niektórych amerykańskich stanach w szkołach kreacjonizm biblijny przedstawiany jest jako pogląd „naukowy”, równoważny lub alternatywny wobec ewolucjonizmu.

## Buddyzm
Buddyzm wyklucza dogmat o „Stwórcy”. Dogmat ten sprzeciwia się zasadzie prawa przyczynowo-skutkowego karma, które głosi, że rezultaty przyczyn karmicznych wykonanych przez kogoś doświadczane są tylko przez niego i nie mogą być przeniesione na kogoś innego, lub same zniknąć całkowicie bądź wcześniej powstać z niczego. Zasadniczym zagadnieniem w Buddyzmie jest idea Siunjaty, również sprzeczna z dogmatem „Stwórcy”. Siunjata w ujęciu teorii Madhjamaki opisuje, że na poziomie konwencjonalnym, wszystkie zjawiska tworzą się i zanikają pod wpływem odpowiednich dla nich przyczyn i warunków, gdy ostatecznie nie można w tych zjawiskach odnaleźć ich inherentnej, wrodzonej i niezależnej egzystencji, zjawiska te jednak wydają się tak pojawiać, zanikać od czasu niemającego początku, nie ma dlatego również totalnej pustości, jako nicości. W Buddyzmie występują nauki o powstawaniu wszechświatów, gdy istnieją ku temu odpowiednie warunki w zgodzie z kolektywnym prawem przyczynowo-skutkowym „karma” czujących istot mających przebywać w tych wszechświatach, patrz artykuł multiwersum.

## Hinduizm
W hinduizmie świat jest stwarzany przez bogów. Jednak sami stwórcy są bardzo uwikłani w swoim dziele. Bogowie stanowią jedność z dziełem stworzenia. Nie spoglądają na świat z zewnątrz, więc nie ma tutaj mowy o dziele stworzenia podobnym do tego z religii monoteistycznych.

## Starożytna Grecja
Starożytni Grecy wierzyli, że świat stworzyli bogowie, którzy sami narodzili się z chaosu. Mit stworzenia przedstawia szereg pokoleń bogów, którzy walczą między sobą o panowanie nad stworzonym przez nich światem. Z tej walki wyłoniła się grupa bogów, którzy objęli panowanie nad wszelkim stworzeniem zasiadając na Górze Olimp.

## Indianie prekolumbijscy
Majowie wierzyli, że świat narodził się z krwi bogów.